# Boreus
Boreus ist eine Insekten-Gattung aus der Familie der Winterhafte (Boreidae) in der Ordnung der Schnabelfliegen.

## Merkmale
Arten der Gattung Boreus sind unauffällig kleine, glänzende, glatte Insekten ohne auffällige Behaarung. Punktaugen (Ocelli) fehlen ihnen gänzlich. Als Schnabelfliegen weisen sie einen deutlich nach unten verlängerten Kopf, ein Rostrum auf. Das Rostrum hat eine länglich konische Form und ist zwei- bis dreimal so lang wie der Kopf. Die Vorderseite des Rostrums ist mit winzigen Härchen besetzt. Die Maxillarpalpen reichen bis über das Ende dieses „Rüssels“ hinaus. Die Fühler sind vorn in der Mitte eingelenkt, wobei ihre Basis näher am Augenrand liegt als ihr Abstand voneinander. Sie erreichen bei den Weibchen Längen von ungefähr einer halben Abdomenlänge, bei den Männchen hingegen eine volle Abdomenlänge.
Der Thorax ist zylindrisch und fast so breit wie der Kopf. Die Flügel der Männchen sind nur rudimentär ausgebildet und gar nicht zum Fliegen geeignete sichelförmige Stummel. Sie sind etwas länger als das halbe Abdomen. Die Weibchen hingegen haben keinerlei Flügel. Die Beine und hier insbesondere das hintere Paar sind länger als der gesamte Körper. Das Abdomen ist oval und die mit feinen Härchen bedeckten Segmente sind durch eingedrückte Linien klar voneinander getrennt. Bei den Männchen ist es etwas breiter als der Kopf und die Spitze des letzten Segments ist mit zwei kleinen Haken versehen. Bei den Weibchen erreicht der Ovipositor ungefähr eine halbe Abdomenlänge.

## Arten
In Europa sind fünf Arten der Gattung beheimatet:
- Boreus chadzhigireji Pliginsky 1914. Ausschließlich bekannt von der Halbinsel Krim, Ukraine.
- Winterhaft (Boreus hyemalis (Linnaeus 1767)). westliches Europa, östlich bis Polen und Rumänien.
- Boreus lokayi Klapálek 1901. nur Rumänien.
- Boreus navasi Pliginsky 1914. Ausschließlich bekannt von der Halbinsel Krim, Ukraine.
- Boreus westwoodi Hagen 1866. ganz Europa (fehlt im Süden).